# Fila Brazillia
Fila Brazillia – brytyjski duet tworzący muzykę elektroniczną. Tworzą go Steve Cobby i David McSherry od 1990 roku.

## Dyskografia

### Albumy studyjne
- Old Codes New Chaos (Pork Recordings, 1994)
- Maim That Tune (Pork Recordings, 1996)
- Mess (Pork Recordings, 1996)
- Black Market Gardening (Pork Recordings, 1996)
- Luck Be a Weirdo Tonight (Pork Recordings, 1997)
- Power Clown (Pork Recordings, 1998)
- A Touch of Cloth (Twentythree Records, 2001)
- Jump Leads (Twentythree Records, 2002)
- The Life and Times of Phoebus Brumal (Twentythree Records, 2004)
- Dicks (Twentythree Records, 2004)

### EP
- Sycot Motion (Mindfood, 1996)
- Three White Roses & A Budd (Twentythree Records, 2002)
- Saucy Joints (Twentythree Records, 2002)
- We Build Arks (Twentythree Records, 2002)
- One Track Mind (Twentythree Records, 2007)